# Friedrich Macher
Friedrich Macher (* 27. Februar 1922 in Münzesheim) ist ein ehemaliger deutscher Gewerkschaftsfunktionär und Politiker (SED). Er war  Minister für Arbeit und Berufsausbildung der DDR.

## Leben
Macher, Sohn eines Kesselschmieds, erlernte nach dem Besuch der Volksschule den Beruf eines Telegrafenbauhandwerkers bei der Deutschen Post und arbeitete danach in diesem Beruf. Von 1940 bis 1941 war er als Elektromonteur bei der AEG Berlin dienstverpflichtet. 1941 wurde er zur Wehrmacht eingezogen und geriet später in sowjetische Kriegsgefangenschaft, dort besuchte er von 1947 bis 1948 die Antifa-Zentralschule.
Nach seiner Rückkehr wurde er 1948 Mitglied der SED und des FDGB. Er wurde stellvertretender Leiter des Fernamts Berlin der Deutschen Post und anschließend Vorsitzender des Landesvorstandes Sachsen-Anhalt der Gewerkschaft Post- und Fernmeldewesen. Nach einem Studium 1950/51 an der SED-Parteihochschule war er 1951 zunächst stellvertretender Vorsitzender und von April 1952 bis 1953 dann Vorsitzender des Zentralvorstandes der Industriegewerkschaft (IG) Post und Fernmeldewesen. Zugleich war er Mitglied des Präsidiums des FDGB-Bundesvorstandes.
Am 9. Dezember 1953 wurde er im Alter von 31 Jahren vom amtierenden Ministerpräsidenten der DDR Walter Ulbricht als Nachfolger von Roman Chwalek zum Minister für Arbeit berufen. Am  4. August 1954 begründete er als Minister für Arbeit auf einer Tagung der Volkskammer das Gesetz über die Stiftung des Ordens „Banner der Arbeit“. Bei der Neubildung des Ministerrates der DDR unter Ministerpräsident Otto Grotewohl am 19. November 1954 wurde er Minister für Arbeit und Berufsausbildung und blieb bis Februar 1958 in dieser Funktion.
Am 19. Februar 1958 wurde Macher Mitglied der Staatlichen Plankommission (SPK) und war für den Vorsitz des neuzubildenden Komitees für Arbeit und Löhne vorgesehen. Das Komitee wurde schließlich am 1. Juli 1958 gebildet. Bei der konstituierenden Sitzung des Komitees am 22. Juli 1958 wurde jedoch Walter Heinicke Vorsitzender und Macher – in der Funktion eines Mitglieds der SPK und Leiter der Abteilung Arbeitskräfte, Hoch- und Fachschulkader der SPK – sein Stellvertreter. Später war er Sekretär der SPK und von 1961 bis 1964 im DDR-Büro für wirtschaftliche und wissenschaftlich-technische Zusammenarbeit mit dem Ausland bzw. Leiter der Abteilung RGW beim Ministerrat der DDR.
1964 wurde Macher an der Karl-Marx-Universität Leipzig zum Dr. rer. oec. promoviert. Anschließend war er von 1964 bis 1968 Leiter des Bereichs Ökonomik des Post- und Fernmeldewesens am Institut für Post- und Fernmeldewesen. 1969 wurde er ordentlicher Professor für Arbeitswissenschaften an der Technischen Universität Dresden und war dort von 1971 bis 1981 Direktor der Sektion Arbeitswissenschaften.

## Privates
Er ist verheiratet und hat vier Kinder.

## Auszeichnungen
- Orden Banner der Arbeit (1958 und 1980)
- Fritz-Heckert-Medaille (1959)
- Vaterländischer Verdienstorden in Bronze (1977)